# Sanyu Robinah Mweruka
Sanyu Robinah Mweruka (nee Sanyu Robinah Nalubwama, sinh 1987) là một người dẫn chương trình truyền hình người Uganda tại New Vision Group, một nhà truyền thông tiếng Luganda ở Uganda.

## Sự nghiệp
Mweruka là một người thu thập tin tức của chương trình tin tức phát sóng Luganda Agataliiko Nfuufu. Cô cũng là người dẫn chương trình truyền hình của chương trình Omfox Wa Bantu, tất cả trên Mạng Truyền hình Bukedde. Trước khi gia nhập Đài truyền hình Bukedde, cô là phóng viên của Bukedde FM, một đài phát thanh thuộc sở hữu của cùng một tập đoàn truyền thông. Cô chuyển từ đài phát thanh đến đài truyền hình vào năm 2009.

## Gia đình
Sanyu Robinah Mweruka kết hôn với Paschal Mweruka từ tháng 5 năm 2010. Tính đến tháng 11 năm 2018, họ là cha mẹ của năm đứa trẻ, 7 tuổi, 5 tuổi, 3 năm, 2 năm và hai tháng.

## Những ý kiến khác
Vào năm 2015, Sanyu đã phát hành một bản thu âm duy nhất có tên Tonvuddemu (Bạn chưa từ bỏ tôi), ca ngợi chồng vì đã gắn bó với cô qua những thăng trầm trong hôn nhân.